# 12마일 로드
《12마일 로드》(영어: Twelve Mile Road)는 미국에서 제작된 리처드 프리던버그 감독의 2003년 드라마 텔레비전 영화이다. 톰 셀릭 등이 출연하였다.

## 출연
- 톰 셀릭
- 웬디 크루슨
- 매기 그레이스
- 애나 건
- 패트릭 플루거
- 티건 모스
- 팀 헨리
- 베벌리 브로이어
- 댄 페트로니어비치
- 제나 프리던버그
- 해미시 보이드

## 기타 제작진
- 배역: 내털리 하트, 제이슨 라퍼두라
- 미술: 켄 렘플
- 의상: 메리 하이드커